# David Jost
David Jost (12 agosto 1972) è un compositore e produttore discografico tedesco.

## Carriera
La carriera di David Jost come cantautore internazionale, produttore musicale e remixer vanta 61 dischi di platino e 96 dischi d'oro. Ha collaborato con artisti come Lady Gaga, Limp Bizkit, Tokio Hotel, Keri Hilson, Melanie C., Aura Dione, Nelly Furtado e Adam Lambert. Per i Tokio Hotel, David Jost ha composto, prodotto e mixato sei singoli di successo e tre album, che hanno raggiunto la vetta delle vendite; è stato inoltre loro manager fino al 2011. La collaborazione di David Jost con i Tokio Hotel ha portato a 87 riconoscimenti dei media, tra cui 4 MTV European Music Awards, il premio MTV Video Music Award in Giappone, 4 MTV Latin Music Award, tra cui canzone dell'anno per Monsoon, oltre allo US MTV Video Music Award . Anche se David Jost ha gestito la carriera di diversi grandi artisti multimediali, solo in rarissimi casi è pronto a rispondere alle interviste della stampa ed è noto soprattutto per non concedere interviste televisive. Per il suo lavoro come autore, Jost è stato premiato come miglior cantautore della Germania (Rock & Pop) dal GEMA (l'equivalente tedesco di ASCAP/BMI). Attualmente David Jost sta lavorando nei suoi studi di Los Angeles, in California.

## Cantautore, produttore e remixer
David Jost ha composto e prodotto il singolo n. 1 di successo “I like” per la star americana Keri Hilson. “I Like” è stato il primissimo successo n. 1 della Hilton in Germania. Per Lady Gaga, David Jost ha prodotto “Born This Way (Jost & Naaf Remix)”, incluso come unico remix nella versione dell'album Born This Way, che ha venduto oltre 7 milioni di copie a livello internazionale. Nel 2011 David Jost ha prodotto un radio mix del singolo di GAGA “Marry the Night (David Jost Twin Radio Mix)”. Subito dopo, David Jost ha prodotto un remix per il singolo di successo di Limp Bizkit “Shotgun” e ha composto, prodotto e mixato “Geronimo”, il singolo n. 1, premiato con dischi di platino, per e con Aura Dione. Il brano ha raggiunto il primo posto nelle classifiche radiofoniche per diverse settimane e ha già ottenuto 6 volte il disco di platino nei territori europei. “Friends”, il secondo singolo di Dione dell'album di successo “Before the Dinosaurs”, è scritto da Aura Dione e David Jost e prodotto da David Jost e RockMafia. Il singolo è uscito di recente e ha raggiunto il primo posto nelle classifiche ufficiali delle radio tedesche. Inoltre, Heidi Klum ha scelto la composizione “Girls Beautiful” di David Jost come brano principale dell'ultima stagione di “Next Topmodel”. Oltre a questo, David Jost ha prodotto e mixato "Girls Beautiful". Insieme a Bill Kaulitz, cantante leader dei Tokio Hotel, David Jost ha composto il singolo n. 1 Monsoon, che ha venduto diversi dischi di platino. Inoltre, David Jost ha prodotto e mixato “Monsoon”, che è stato più volte premiato come miglior canzone in tutto il mondo, compresi gli MTV Latin Award in Messico per “Best Song of the Year”. Insieme a “Monsoon”, David Jost ha prodotto altri 5 singoli di grande successo dei Tokio Hotel, oltre a tutto il loro album n. 1 “Scream”, che ha ottenuto dischi d'oro e platino in tutto il mondo, e altri due album premiati a livello internazionale dei Tokio Hotel.

## Colonne sonore cinematografiche e spot pubblicitari
David Jost ha contribuito con i suoi brani a colonne sonore cinematografiche, tra cui “ Alice in Wonderland” di Tim Burton. Per Sony Pictures USA, David Jost ha contribuito con la composizione e produzione “By Your Side” per la colonna sonora del film “Prom Night”, classificato numero 1 nelle vendite ai botteghini statunitensi. La canzone di David Jost I Like, cantata da Keri Hilson, è diventata il brano principale del film di Til Schweiger “Zweiohrküken”. Inoltre, David Jost ha composto le musiche per le campagne televisive di vari marchi, tra cui BMW, Mercedes, Veltins e Verizon/Motorola. Il brano di David Jost “Human Connect to Human” è stato scelto nella campagna statunitense di Verizon per la presentazione del telefono cellulare Motorola Droid.